# Wyprawa po dziecko
Wyprawa po dziecko (fr. Holy Lola) – francuski dramat filmowy z 2004 roku w reżyserii Bertranda Taverniera. Zdjęcia kręcono w departamencie Cantal oraz w Phnom Penh.

## Fabuła
Pierre i Geraldine Ceyssac są parą, która chce mieć dziecko, ale nie udaje im się. Po 11 latach prób, 2 latach sprawdzania i administracyjnego procesu wyruszają do Kambodży, by wybrać i zaadoptować sierotę. Oboje chcą tego dokonać przed Bożym Narodzeniem. Gdy dojeżdżają na miejsce, rezerwują pokój w hotelu, w którym znajdują się inni Francuzi czekający na adopcję. Muszą zmierzyć się z korupcją, częstym deszczem, komarami, wieloma dokumentami i niepewnością.

## Obsada
- Jacques Gamblin - Dr Pierre Ceyssac
- Isabelle Carré - Géraldine Ceyssac
- Bruno Putzulu - Marco Folio
- Lara Guirao - Annie
- Frédéric Pierrot - Xavier
- Maria Pitarresi - Sandrine Folio
- Jean-Yves Roan - Michel
- Séverine Caneele - Patricia
- Gilles Gaston-Dreyfus - Yves Fontaine
- Anne Loiret - Nicole
- Philippe Saïd - Bernard
- Vongsa Chea - Dr Sim Duong
- Pridi Phath - Pan Sokhom
- Neary Kol - Kim Saly
- Rithy Panh - Monsieur Khieu
- Narith Ponn - Nourrice Lola
- Srey Pich Krang - Lola
- Anne-Marie Philipe - Marianne
- Daniel Langlet - Pan Detambel
- Corinne Thézier - Isabelle Fontaine